# Wawrzyniec Dayczak

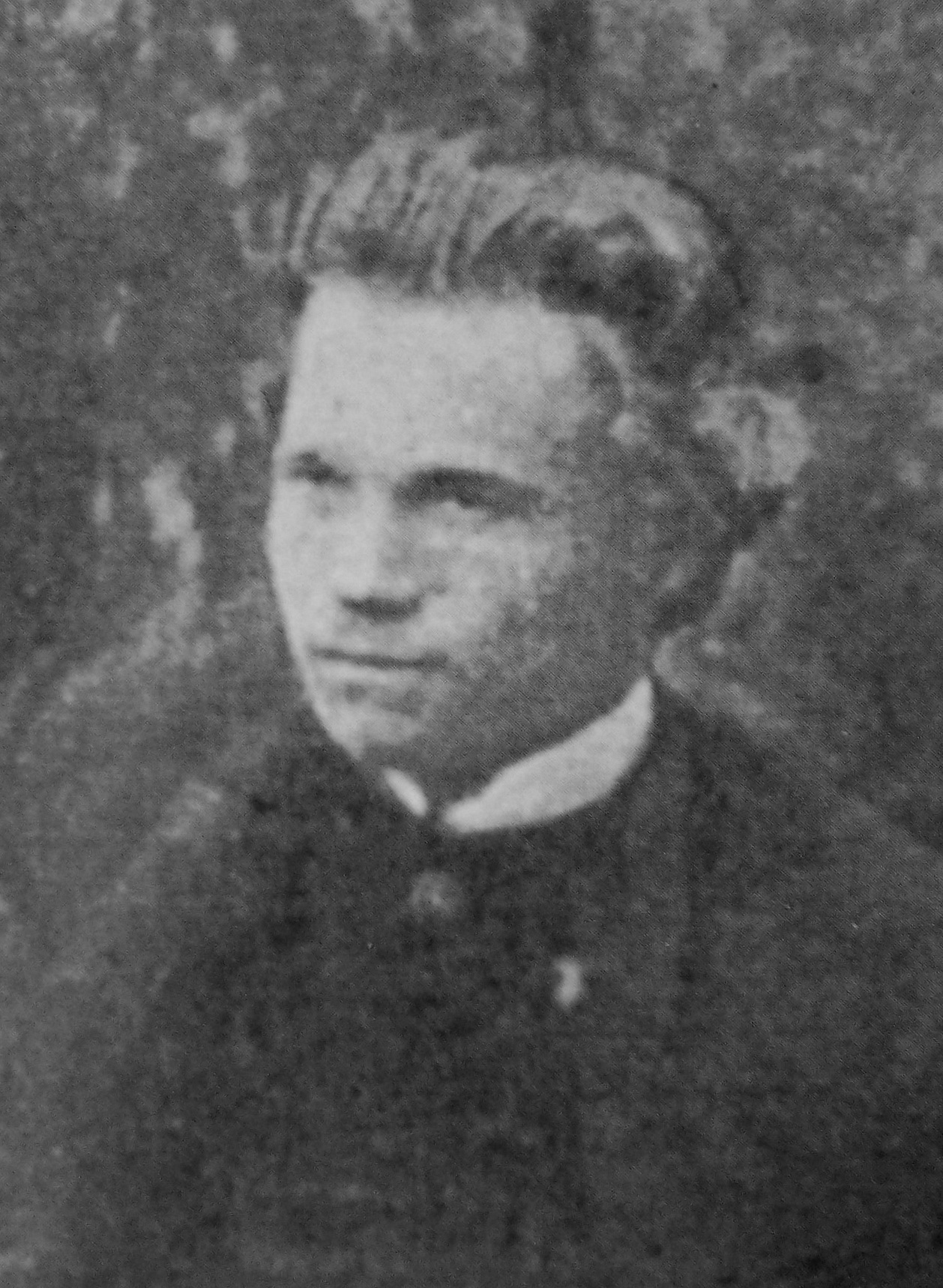
Wawrzyniec Dayczak (1907)

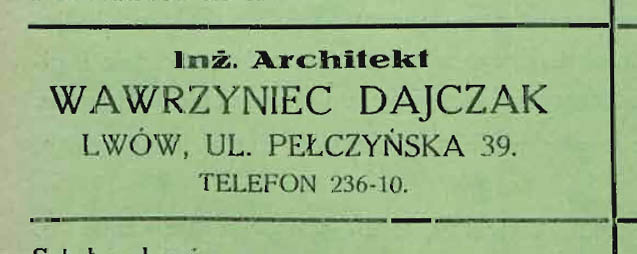
Reklama biura architektonicznego Wawrzyńca Dayczaka w Życiu Technicznym (Nr. 7-8/1936)

Wawrzyniec Dayczak, także Wawrzyniec Dajczak (ur. 27 sierpnia 1882 w Reniowie, zm. 28 kwietnia 1968 w Jarosławiu) – polski inżynier architekt.

## Życiorys
Urodził się 27 sierpnia 1882 r. w Reniowie. Był najstarszy w rodzeństwie synem chłopa Macieja. Po ukończeniu klasycznego C. K. Gimnazjum im. Rudolfa w Brodach z językiem niemieckim wykładowym (w 1903), studiował na Politechnice Lwowskiej na wydziale architektury, zdając egzamin dyplomowy w 1915 r. W latach gimnazjalnych w Brodach nawiązał kontakt z tajną międzyzaborową organizacją o nazwie „ZET”. Działalność tę kontynuował w okresie studiów od roku 1904, należy już w następnym roku do wyższych szczebli tej organizacji – do Koła Brackiego „Zetu”. Był w 1905 r. kurierem do Warszawy, uczestnicząc w ten sposób w pracach przygotowawczych do pamiętnego strajku szkolnego. Równolegle pracował jako działacz ramach sekcji wschodniej trójzaborowej zasłużonej organizacji społeczno-oświatowej pod nazwą Towarzystwo Szkoły Ludowej (TSL). W 1908 roku założył Drużyny Bartoszowe – pierwszą w Polsce okresu zaborów organizację niepodległościową młodzieży wiejskiej. Był do 1912 r. i Naczelnikiem Komendy Głównej Drużyn Bartoszowych. Po ukończeniu studiów w 1915 r. został powołany do wojska austriackiego.
Był członkiem Naczelnej Komendy Obrony Lwowa w listopadzie 1918 r., kierownikiem mobilizacyjnym Polskich Kadr Wojskowych we Lwowie w 1918 r. W początkach 1919 r. został oddelegowany do Warszawy w związku z formułowaniem odsieczy. W 1920 r. był w armii ochotniczej we Lwowie. Zaprojektował i zbudował około 100, w większości wiejskich, kościołów. W latach 1945–1964 kontynuował pracę pedagogiczną w zakresie architektury i budownictwa w Państwowej Szkole Budowlanej w Jarosławiu. Zmarł 28 kwietnia 1968 r. w Jarosławiu. Został pochowany na cmentarzu Powązkowskim (kwatera 139-4-9).

## Dorobek architektoniczny

### Wybrane projekty zrealizowane
- Rozbudowa klasztoru Dominikanów w Podkamieniu /1916/
- Internat Żeńskiej Szkoły Gospodarskiej przy ulicy Snopkowskiej we Lwowie (obecnie ul. Wasyla Stusa 57), wspólnie z S. Brunarskim /1925/
- Renowacja wnętrz Czarnej Kamienicy przy Rynku lwowskim 4 /1926/
- Willa B. Fulińskiego przy ulicy Jana Tarnowskiego we Lwowie (obecnie ul. Myrona Tarnawskiego 82) /1926/
- Pawilon „Rudki” na Targach Wschodnich we Lwowie /1928/
- Przebudowa kina „Kasyno” w kamienicy przy Wały Hetmańskich we Lwowie (obecnie prospekt Swobody 5) /1929/
- Budowa budynku szkolnego Żeńskiej Szkoły Gospodarskiej przy ulicy Snopkowskiej we Lwowie (obecnie ul. Wasyla Stusa 59) 1929 – obecnie Instytut Fizjologii i Biochemii Zwierząt
- Sanatorium Towarzystwa Lekarskiego w Morszynie /1930/
- Kamienica przy Zadwórzańskiej we Lwowie (obecnie ulicy Wołodymyra Antonowicza 25) /1931/
- Przebudowa elewacji i parteru kamienicy przy ulicy Halickiej 21 we Lwowie dla Galicyjskiego Banku Oszczędności /1931/
- Rekonstrukcja galerii arkadowej Pałacu Korniaktów (Kamienica Królewska) we Lwowie /1931/
- Przebudowa budynku przy ulicy Maurycego Mochnackiego we Lwowie (obecnie ul. Mychajło Dragomanowa 48) /1931/
- Dom parafialny i sala teatralna parafii św. Franciszka (obecnie cerkiew świętego Iosafata) przy ulicy Karola Sklepińskiego we Lwowie (obecnie ul. Abrahama Lincolna) /1932–1933/
- Ołtarz w kościele pw. Matki Boskiej Nieustającej Pomocy w Tarnopolu, rzeźby projektu Janiny Reichert-Toth /1932–1933/
- Pomnik ku czci poległych żołnierzy 51 pułku piechoty na placu przed zamkiem w Brzeżanach, rzeźby Janiny Reichert-Toth /1933/
- Ołtarz główny kościoła św. Elżbiety we Lwowie, rzeźby projektu Ludomiła Gyurkovicha, Józefa Szostakiewicza i Janiny Reichert-Toth /1928–1934/
- Dom wspólnoty religijnej parafii Niepokalanego Poczęcia Najświętszej Marii Panny przy klasztorze Franciszkanów przy ulicy Franciszkańskiej we Lwowie (obecnie ul. Wołodymira Korolenki 1a). Budynek zawiera salę teatralną z 324 miejscami /1932–1934/
- Kaplica-mauzoleum - na cmentarzu z Zborowie, upamiętniająca żołnierzy poległych w czasie I wojny światowej, wojny polsko-ukraińskiej i wojny polsko-bolszewickiej /1935/[5]
- Gmach Wyższej Szkoły Handlu Zagranicznego przy ulicy Sakramentek we Lwowie (obecnie ul. Mychajła Tugan-Baranowskiego 10), kierownictwo budowy wspólnie z Mieczysławem Stadlerem zgodnie z projektem Wawrzyńca Dayczaka /1937–1938/
- Zmiany w projekcie Tadeusza Obmińskiego kościoła Matki Boskiej Ostrobramskiej we Lwowie (m.in. przeprojektowanie ołtarza głównego, dodanie drewnianych konfesjonałów i ambona) /1932–1938/
- Kościół Najświętszego Serca Jezusowego we Lwowie (Rzęsna Polska) /1938/, obecnie cerkiew greckokatolicka pod tym samym wezwaniem
- Projekt kościoła w rodzinnym Reniowie[6]
- Projekt obramowania pomnika Józefa Piłsudskiego w Tarnopolu (1938)[7]
- Kościół pw. Nawiedzenia Najświętszej Marii Panny w Medyni Głogowskiej /1946/
- Klasztor ss. Wizytek i kościół pw. Najświętszego Serca Jezusa i Maryi w Jaśle /1947/
- Wystrój kolegiaty w Jarosławiu /1955/
- Kościół Niepokalanego Serca Najświętszej Maryi Panny w Kopciach /1957–1963/[8]
- Ołtarz główny kościoła Niepokalanego Serca NMP w Budach Łańcuckich, wykonany pod nadzorem rzeźbiarza Józefa Koczapskiego /1959/

Ponadto zaprojektował ok. 100 kościołów i kaplic w okolicach Lwowa, Tarnopola, Złoczowa, Stryja, Stanisławowa oraz Jarosławia, Przeworska, Łańcuta i Tarnobrzega.

### Projekty niezrealizowane
- Projekt pomnika nieznanych żołnierzy w 28 kwaterze Cmentarza Janowskiego we Lwowie /1916/
- Projekt konkursowy kościoła Matki Bożej Ostrobramskiej we Lwowie /1929/
- Projekt konkursowy kościoła Podwyższenia Krzyża Świętego w Krzywczycach /1931/
- Projekt gmachu muzeum diecezjalnego przy ulicy Teatyńskiej we Lwowie
- Osiedle robotnicze w Mielcu /1955/